# Ivana Hong
Ivana Hong (Worcester, 11 dicembre 1992) è un'ex ginnasta statunitense.

## Palmarès

### Mondiali
- 2 medaglie:
  - 1 oro (Stoccarda 2007 a squadre)
  - 1 bronzo (Londra 2009 nella trave)

### Giochi panamericani
- 2 medaglie:
  - 1 oro (Rio de Janeiro 2007 a squadre)
  - 1 bronzo (Rio de Janeiro 2007 nell'all-around)